# Punctelia subpraesignis
Punctelia subpraesignis är en lavart som först beskrevs av William Nylander och som fick sitt nu gällande namn av Hildur Krog. 
Punctelia subpraesignis ingår i släktet Punctelia och familjen Parmeliaceae. Inga underarter finns listade i Catalogue of Life.